# Хіуаз
Хіуа́з (каз. Хиуаз) — село у складі Курмангазинського району Атирауської області Казахстану. Адміністративний центр Жанаталапського сільського округу.
До 2018 року село називалось Дашино.
Населення — 3022 особи (2021; 3009 у 2009, 2811 у 1999, 2187 у 1989).